# میسیونرهای نظامی فرانسه در ژاپن (۶۸–۱۸۶۷)

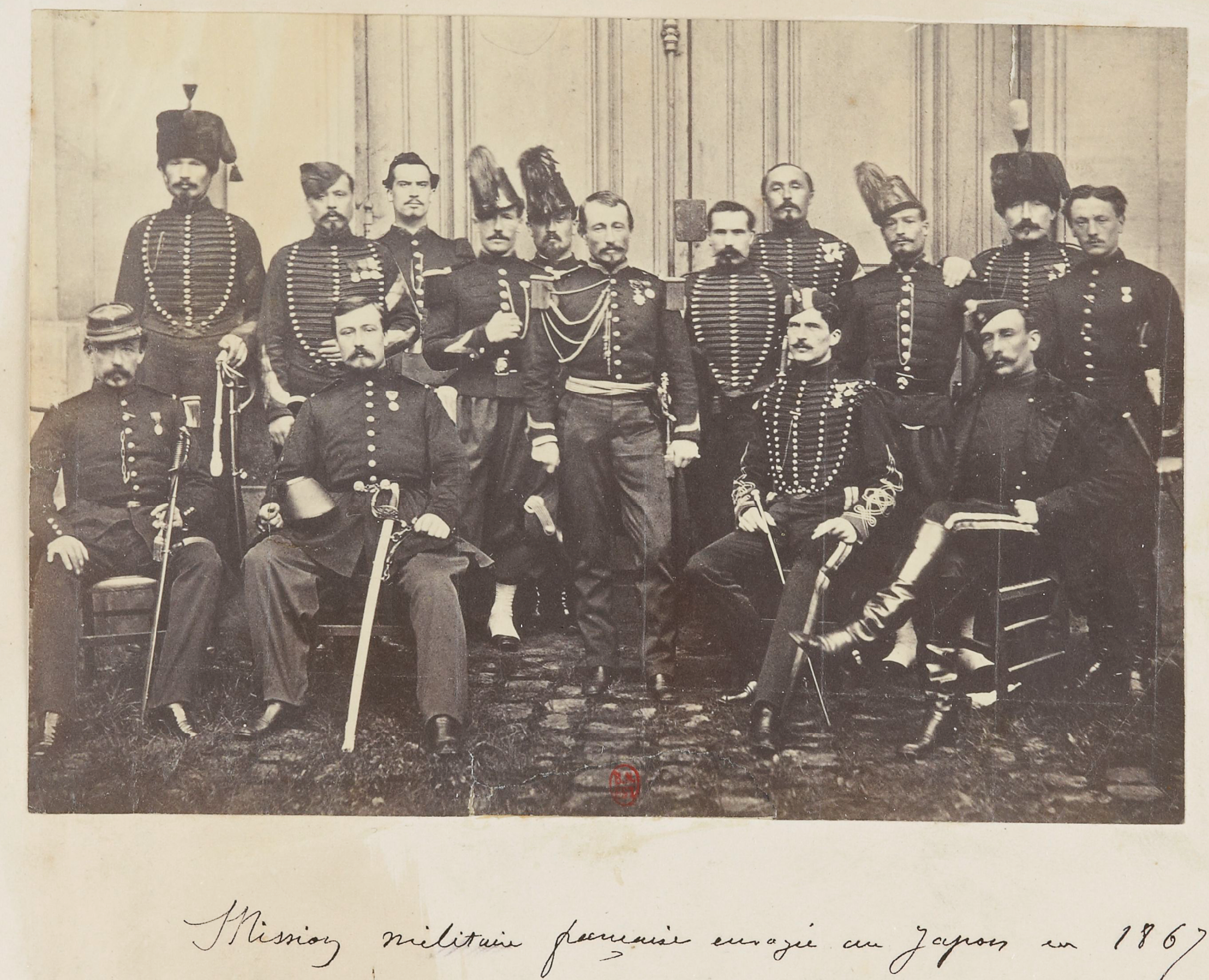
میسیونرهای نظامی فرانسه در ژاپن قبل از ترک ژاپن در سال ۱۸۶۶

میسیونرهای نظامی فرانسه در ژاپن (انگلیسی: French military mission to Japan) یکی از اولین میسیونرهای آموزش نظامی خارجی در ژاپن بود. این میسیونر نظامی در زمان ناپلئون سوم و به درخواست نماینده دیپلماتیک شوگون‌سالاری توکوگاوا در اروپا، شیباتا تاکه‌ناکا (۱۸۷۷–۱۸۷۷) شکل گرفت.
شیباتا تاکه‌ناکا قبلاً در مورد جزئیات نهایی پشتیبانی فرانسه برای ساخت کشتی‌سازی یوکوسوکا مذاکره کرده بود و علاوه بر این وی از هر دو کشور انگلستان و فرانسه درخواست کرد تا یک مأموران نظامی برای آموزش به شیوه غربی به ژاپن ارسال کنند. در پی این درخواست انگلستان با ارسال هیئت اعزامی تریسی از نیروی دریایی شوگون‌سالاری توکوگاوا پشتیبانی کرد. همچنین وزیر امور خارجه فرانسه، ادوار دروان دو لوییس (۱۸۶۵–۱۸۸۱)، توافق دولت فرانسه را برای ارائه آموزش به نیروهای مسلح زمینی به شوگون اعلام کرد.
میسیونرهای نظامی فرانسه از ۱۷ نفر تشکیل شده بود. مأموران نظامی فرانسوی توانستند یک گروه نخبه‌ای از سربازان طرفدار آخرین شوگون، توکوگاوا یوشینوبو را برای مدت کمی بیش از یک سال آموزش دهند. این گروه نخبه نظامی به نام دنشوتای نامگذاری شدند. این امر قبل از این بود که نیروهای شوگون‌سالاری توکوگاوا در سال ۱۸۶۸ در جنگ بوشین از نیروهای طرفدار امپراتور ژاپن شکست بخورند. بعد از پایان جنگ داخلی بوشین و در اکتبر سال ۱۸۶۸ امپراتور میجی به مأموران نظامی فرانسه دستور داد که کشور ژاپن را ترک کنند.
با وجود دریافت حکم امپراتور مبنی بر خروج از ژاپن، برخی از اعضای این هیئت نظامی از جمله ژول برونت و چهار نفر از افسران دیگر با اینکه تمام قدرت‌های خارجی در جنگ بوشین سیاست بی‌طرفی را در پیش بگیرند، مخالف بودند و تصمیم گرفتند در ژاپن باقی مانده و همچنان از شوگون‌سالاری توکوگاوا حمایت کنند. آنها از ارتش فرانسه استعفا دادند و در شمال ژاپن با بقایای ارتش شوگون‌سالاری به مقابله با نیروهای طرفدار امپراتوری ادامه دادند.
این مناقشه تا زمانی که شورشیان در نبرد هاکوداته در ماه مه سال ۱۸۶۹ از نیروهای طرفدار امپراتوری شکست خوردند، ادامه داشت.